# Dynamisk programmering
Dynamisk programmering er en generel metode til at løse optimeringsproblemer. Metoden blev først beskrevet af Richard Bellman i 1950'erne og består i at opdele problemet i en række delproblemer som kan løses rekursivt. Der hvor dynamisk programmering adskiller sig fra andre rekursive algoritmer, er at metoden oftest starter med at løse de simpleste problemer først, og så bruger løsningen til de løste mindre problemer til at løse større problemer indtil algoritmen når løsningen på det søgte problem.